# Tongzhou
Tongzhou léase Tong-Zhóu (en chino: 通州区, pinyin:Tōngzhōu qū, literalmente provincia tong, tong significa ser capaz de extenderse por todas partes, conocida como la puerta de conexión con el norte de Beijing y el noreste de China) es uno de los 16 distritos de Pekín, capital de la República Popular China. Se encuentra en el sureste de la ciudad y es considerado como la entrada oriental de la capital. El centro de Tongzhóu se encuentra a 18 km del centro de Pekín, en el extremo norte del Gran Canal. Su superficie es de 912 kilómetros cuadrados o 6% de la superficie total de Pekín (47% bosque), su población total es de 1 184 000 (2010) y su capital es el subdistrito de Zhongcang que se divide en 16 comunidades.

## Administración
El distrito de Tongzhou se divide en 4 subdistritos, 10 poblados y 1 aldea étnica:
- Subdistrito Zhongcang (中仓街道)
- Subdistrito Xinhua (新华街道)
- Subdistrito Beiyuan (崇川区)
- Subdistrito Yuqiao (玉桥街道)
- Poblado Songzhuang (宋庄镇)
- Poblado Zhangjiawan (张家湾镇)
- Poblado Kuoxian (漷县镇)
- Poblado Majuqiao (马驹桥镇)
- Poblado Xiji (西集镇)
- Poblado Taihu (台湖镇)
- Poblado Yongledian (永乐店镇)
- Poblado Lucheng (潞城镇)
- Poblado Yongshun (永顺镇)
- Poblado Liyuan (梨园镇)
- Aldea étnica Yujiawu de Hui (于家务回族乡)

## Historia
Tongzhou fue fundada en 195 a. C. por Liu Bang durante la dinastía Han del Oeste bajo el nombre de provincia Lu (路), aunque no hay evidencia de asentamientos humanos en el Neolítico. Al comienzo de la dinastía Han del Este el carácter Lu por la que se conocía fue alterado y se le agregó el radical del agua para convertirse en (潞). En 1151 bajo la dinastía Jin el condado Lu paso a llamarse Tongzhóu, que significa más o menos "lugar de paso" en reconocimiento de su importancia como el enfoque de la tierra y el agua a Pekín.
En julio de 1937, después de Incidente del Puente de Marco Polo, Tongzhóu se convirtió en sitio de la resistencia china.
El nombre cambió a Tongxian (en chino: 通县 Tong Condado) cuando la zona fue puesta bajo la nueva región municipal de Pekín. Se volvió de nuevo a Tongzhou, cuando la zona se renovó a distrito en 1997.

## Transporte
El centro de Tongzhou se conecta con el centro de Beijing por la autopista Jingtong (京通快速公路) y la línea Batong del metro de Beijing. Las carreteras de circunvalación quinta y sexta son más o menos equidistantes del centro financiero de Tongzhóu. Tiene carreteras que la conectan con Shenyang, Harbin y Tanggu en Tianjin. Además están en construcción una carretera de circunvalación de sesiones, una línea de metro, el ferrocarril Beijing-Shanghái de alta velocidad y el servicio de transporte de Beijing-Tianjin.
Tongzhóu Está a 16 km del Aeropuerto Internacional.

## Industria y turismo
Hay siete zonas industriales con una superficie total de 64 kilómetros cuadrados en Tongzhóu, centrándose en las industrias manufactureras modernas como opto-mecatrónica, protección del medio ambiente, automóvil y el tratamiento de alimentos. El centro de Tongzhóu se destina a la reconstrucción en un distrito central de negocios global con énfasis en la venta al por menor al consumidor.
Es una importante base agrícola de Pekín.

## Educación y salud
Tongzhou tiene 113 guarderías, 141 escuelas primarias, 51 escuelas secundarias y muchos centros de educación para adultos. También cuenta con el Instituto de Materiales de Beijing, la Universidad de Tecnología de Beijing y el Instituto de Música de Beijing.
Sus hospitales incluyen, un centro de tratamiento especializado en tuberculosis y un hospital especializado en medicina tradicional china.

## Geografía
Tongzhou mide 48 km de norte a sur y 37 km de oeste a este y está situado en la llanura de Pekín con una altitud media de 20 m s. n. m. rodeado de montañas. Su clima es templado, con estaciones bien diferenciadas, veranos calurosos e inviernos gélidos. Las tormentas de polvo son comunes. Tiene una temperatura media anual de 11 °C y 620 mm de lluvia. Varios grandes ríos, entre ellos Wenyu, Liangshui y Chaobai cruzan por el distrito.
| Parámetros climáticos promedio de Tongzhou (normals 1971–2000, extremes 1961–2000) | Parámetros climáticos promedio de Tongzhou (normals 1971–2000, extremes 1961–2000) | Parámetros climáticos promedio de Tongzhou (normals 1971–2000, extremes 1961–2000) | Parámetros climáticos promedio de Tongzhou (normals 1971–2000, extremes 1961–2000) | Parámetros climáticos promedio de Tongzhou (normals 1971–2000, extremes 1961–2000) | Parámetros climáticos promedio de Tongzhou (normals 1971–2000, extremes 1961–2000) | Parámetros climáticos promedio de Tongzhou (normals 1971–2000, extremes 1961–2000) | Parámetros climáticos promedio de Tongzhou (normals 1971–2000, extremes 1961–2000) | Parámetros climáticos promedio de Tongzhou (normals 1971–2000, extremes 1961–2000) | Parámetros climáticos promedio de Tongzhou (normals 1971–2000, extremes 1961–2000) | Parámetros climáticos promedio de Tongzhou (normals 1971–2000, extremes 1961–2000) | Parámetros climáticos promedio de Tongzhou (normals 1971–2000, extremes 1961–2000) | Parámetros climáticos promedio de Tongzhou (normals 1971–2000, extremes 1961–2000) | Parámetros climáticos promedio de Tongzhou (normals 1971–2000, extremes 1961–2000) |
| Mes                                                                                | Ene.                                                                               | Feb.                                                                               | Mar.                                                                               | Abr.                                                                               | May.                                                                               | Jun.                                                                               | Jul.                                                                               | Ago.                                                                               | Sep.                                                                               | Oct.                                                                               | Nov.                                                                               | Dic.                                                                               | Anual                                                                              |
| ---------------------------------------------------------------------------------- | ---------------------------------------------------------------------------------- | ---------------------------------------------------------------------------------- | ---------------------------------------------------------------------------------- | ---------------------------------------------------------------------------------- | ---------------------------------------------------------------------------------- | ---------------------------------------------------------------------------------- | ---------------------------------------------------------------------------------- | ---------------------------------------------------------------------------------- | ---------------------------------------------------------------------------------- | ---------------------------------------------------------------------------------- | ---------------------------------------------------------------------------------- | ---------------------------------------------------------------------------------- | ---------------------------------------------------------------------------------- |
| Temp. máx. abs. (°C)                                                               | 12.9                                                                               | 19.8                                                                               | 26.4                                                                               | 33.0                                                                               | 38.3                                                                               | 42.6                                                                               | 41.9                                                                               | 36.1                                                                               | 34.4                                                                               | 29.8                                                                               | 22.0                                                                               | 19.5                                                                               | 42.6                                                                               |
| Temp. máx. media (°C)                                                              | 1.8                                                                                | 5.0                                                                                | 11.6                                                                               | 20.3                                                                               | 26.0                                                                               | 30.2                                                                               | 30.9                                                                               | 29.7                                                                               | 25.8                                                                               | 19.1                                                                               | 10.1                                                                               | 3.7                                                                                | 17.9                                                                               |
| Temp. media (°C)                                                                   | -4                                                                                 | 2                                                                                  | 8                                                                                  | 11                                                                                 | 18                                                                                 | 23                                                                                 | 25                                                                                 | 23                                                                                 | 20                                                                                 | 14                                                                                 | 7                                                                                  | 2                                                                                  | 12.4                                                                               |
| Temp. mín. media (°C)                                                              | −8.4                                                                               | −5.6                                                                               | 0.4                                                                                | 7.9                                                                                | 13.6                                                                               | 18.8                                                                               | 22.0                                                                               | 20.8                                                                               | 14.8                                                                               | 7.9                                                                                | 0.0                                                                                | −5.8                                                                               | 7.2                                                                                |
| Temp. mín. abs. (°C)                                                               | −18.3                                                                              | −27.4                                                                              | −15.0                                                                              | −3.2                                                                               | 2.5                                                                                | 9.8                                                                                | 15.3                                                                               | 11.4                                                                               | 3.7                                                                                | -3.5                                                                               | -12.5                                                                              | -18.5                                                                              | −27.4                                                                              |
| Precipitación total (mm)                                                           | 2.7                                                                                | 4.9                                                                                | 8.3                                                                                | 21.2                                                                               | 34.2                                                                               | 78.1                                                                               | 185.2                                                                              | 159.7                                                                              | 45.5                                                                               | 21.8                                                                               | 7.4                                                                                | 2.8                                                                                | 571.8                                                                              |
| Días de precipitaciones (≥ 0.1 mm)                                                 | 1.8                                                                                | 2.3                                                                                | 3.3                                                                                | 4.3                                                                                | 5.8                                                                                | 9.7                                                                                | 13.6                                                                               | 12.0                                                                               | 7.6                                                                                | 5.0                                                                                | 3.5                                                                                | 1.7                                                                                | 70.6                                                                               |
| Horas de sol                                                                       | 194.1                                                                              | 194.7                                                                              | 231.8                                                                              | 251.9                                                                              | 283.4                                                                              | 261.4                                                                              | 212.4                                                                              | 220.9                                                                              | 232.1                                                                              | 222.1                                                                              | 185.3                                                                              | 180.7                                                                              | 2670.8                                                                             |
| Humedad relativa (%)                                                               | 44                                                                                 | 44                                                                                 | 46                                                                                 | 46                                                                                 | 53                                                                                 | 61                                                                                 | 75                                                                                 | 77                                                                                 | 68                                                                                 | 61                                                                                 | 57                                                                                 | 49                                                                                 | 56.8                                                                               |
| Fuente: China Meteorological Administration, all-time extreme temperature          |                                                                                    |                                                                                    |                                                                                    |                                                                                    |                                                                                    |                                                                                    |                                                                                    |                                                                                    |                                                                                    |                                                                                    |                                                                                    |                                                                                    |                                                                                    |